# Reading (Pensilvania)
Reading es una ciudad ubicada en el condado de Berks en el estado estadounidense de Pensilvania. En el año 2020 tenía una población de 95.112 habitantes y una densidad poblacional de 3.730,88 personas por km².

## Demografía
Según la Oficina del Censo en 2000 los ingresos medios por hogar en la localidad eran de $26,698 y los ingresos medios por familia eran $31,067. Los hombres tenían unos ingresos medios de $28,114 frente a los $21,993 para las mujeres. La renta per cápita para la localidad era de $13,086. Alrededor del 22.3% de la población estaba por debajo del umbral de pobreza.

## Personajes famosos
- Taylor Swift (1989-), cantante.
- Keith Haring (1958-90), artista pop y activista social.